# Meridiano 155 oeste
El meridiano 155 oeste de Greenwich es una línea de longitud que se extiende desde el Polo Norte atravesando el océano Ártico, América del Norte, el océano Pacífico, el océano Antártico y la Antártida hasta el Polo Sur.
El meridiano 155 oeste forma un gran círculo con el meridiano 25 este.
Comenzando en el Polo Norte y dirigiéndose hacia el Polo Sur, el meridiano 155 oeste pasa a través de:
| Coordenadas                         | País, territorio o mar | Notas |
| ----------------------------------- | ---------------------- | --- |
| 90°0′N 155°0′O / 90.000, -155.000   | Océano Ártico          | Mar de Chukotka |
| 71°36′N 155°0′O / 71.600, -155.000  | Beaufort Sea           | |
| 71°8′N 155°0′O / 71.133, -155.000   | Estados Unidos         | Alaska |
| 58°1′N 155°0′O / 58.017, -155.000   | Océano Pacífico        | Pasa justo al oeste de la Isla Kodiak, Alaska, Estados Unidos Pasa justo al oeste de Tugidak Island, Alaska, Estados Unidos |
| 19°44′N 155°0′O / 19.733, -155.000  | Estados Unidos         | Hawái - Isla de Hawái |
| 19°20′N 155°0′O / 19.333, -155.000  | Océano Pacífico        | Pasa justo al oeste de la Isla Malden, Kiribati                                                                             |
| 60°0′S 155°0′O / -60.000, -155.000  | Océano Antártico       | |
| 77°12′S 155°0′O / -77.200, -155.000 | Antártida              | Dependencia Ross, reclamada por Nueva Zelanda                                                                               |